# جي-يونيت
جي يونيت (بالإنجليزية: G-Unit، اختصار Guerilla Unit) هو اسم لمجموعة من مغني الراب تضم كلاً من لويد بانكس و50 سنت وتوني يايو ويونغ باك وأوليفيا وموب ديب. تأسست الفرقة منذ الألفية الجديدة. كان مغني الراب ذا غيم أحد أعضاء الفرقة ولكنه خرج منها بسبب خلافات مع 50 سنت.
تأسست جي يونيت بعد فترة قليلة من مغادرة 50 سنت لتسجيلات كولومبيا. أبدى مغنيا الراب لويد بانكس وتوني يايو اهتماماً في العمل مع 50 سنت، فأسس هؤلاء المجموعة الفرقة. لاحقاً، انضم إلى المجموعة مغني الراب يونغ باك من ناشفيل، الذي انتسب سابقاً مع طاقم UTP التابع لجوفنايل.

## أعمال موسيقية
| 2002 - 50 Cent is the Future   |
| 2003 - Beg for Mercy           |
| 2003 - Stunt 101               |
| 2003 - Poppin Them Thangs      |
| 2004 - I Wanna Get To Know You |
| 2014 - beauty of independence  |

## وصلات خارجية
- جي-يونيت على موقع IMDb (الإنجليزية)
- جي-يونيت على موقع ميوزك برينز (الإنجليزية)
- جي-يونيت على موقع أول ميوزيك (الإنجليزية)
- جي-يونيت على موقع ديسكوغز (الإنجليزية)

- الموقع الرسمي